# Victoria Temple-Murray
Victoria Temple-Murray (* 30. Juli 1994 in Exeter) ist eine ehemalige englische Squashspielerin.

## Karriere
Victoria Temple-Murray spielte von 2012 bis 2018 auf der WSA World Tour und gewann in dieser Zeit einen Titel. Diesen sicherte sie sich im Oktober 2014 bei den Mackay Open. Ihre höchste Platzierung in der Weltrangliste erreichte sie mit Rang 67 im Dezember 2014. Bereits bei den Junioren war Temple-Murray sehr erfolgreich: sie gewann mehrere nationale Meistertitel und wurde außerdem 2013 nach einem Finalsieg gegen Nele Gilis Europameisterin bei den Juniorinnen.

## Erfolge
- Gewonnene WSA-Titel: 1